# Diritti LGBT in Uruguay
L'Uruguay è uno degli stati più liberali per le persone LGBT. L'omosessualità è legale dal 1934 ed esistono leggi antidiscriminatorie in vigore dal 2003.
I gay e le lesbiche sono stati autorizzati a prestare servizio militare e ad adottare congiuntamente bambini dal 2009, le unioni civili sono state permesse per le coppie dello stesso sesso dal 2008 e i matrimoni civili dal 2013.

## Legge sull'attività sessuale tra persone dello stesso sesso
L'omosessualità è stata depenalizzata nel 1934. Contemporaneamente l'età del consenso per un rapporto sessuale è stata equiparata indipendentemente dall'orientamento sessuale e/o dal genere.

## Riconoscimento delle relazioni tra persone dello stesso sesso
L'Uruguay è stato il primo paese latinoamericano a legalizzare le unioni civili in base alla legislazione nazionale. Secondo la legislazione, le coppie sarebbero dovute stare insieme per almeno cinque anni e avrebbero firmato un registro apposito. Le coppie in questione hanno diritto a sussidi per la salute, eredità del coniuge, genitorialità sui figli e pensione di reversibilità. Il progetto di legge è stato approvato in Parlamento il 30 novembre 2007 dopo essere stato approvato in forma analoga al Senato all'inizio di febbraio 2007; il disegno di legge è stato approvato da entrambe le camere nello stesso forum il 19 dicembre e firmato dalla presidente Tabaré Vázquez il 27 dicembre. La legge è entrata in vigore il 1º gennaio 2008.
L'11 aprile 2013, la camera bassa dell'Uruguay ha votato a favore della legalizzazione del matrimonio egualitario, completando il processo legislativo per consentire alle coppie dello stesso sesso di sposarsi nella nazione. La legge approvata dal governo è stata firmata dal presidente Jose Mujica il 3 maggio 2013 entrando in vigore il 5 agosto dello stesso anno.

## Adozione e pianificazione familiare
Dal settembre 2009 le coppie dello stesso sesso in un'unione civile possono adottare congiuntamente. La legge in questione è stata approvata dalla Camera dei Deputati il 28 agosto 2009 e dal Senato il 9 settembre 2009. L'Uruguay è stato il primo paese dell'America Latina a consentire alle coppie dello stesso sesso di adottare bambini.

## Protezioni contro la discriminazione
L'incitamento all'odio per motivi di orientamento sessuale e identità di genere è stato vietato dal 2003 e nel 2004 è stata approvata una legge antidiscriminatoria per creare una Commissione onoraria al fine di combattere la discriminazione razziale, la xenofobia e altre forme di discriminazione compreso l'orientamento sessuale e la discriminazione dell'identità di genere.

## Servizio militare
Dal maggio 2009 gli omosessuali sono autorizzati a prestare servizio apertamente nell'esercito dell'Uruguay, dopo che il ministro della Difesa ha firmato un decreto che dichiara che la politica di reclutamento militare non discriminerebbe più sulla base dell'orientamento sessuale.

## Identità di genere
Nell'ottobre 2009 è stata approvata una legge che consente ai transgender di età superiore ai 18 anni di cambiare il loro nome e il loro genere legale nei documenti ufficiali, in modo tale che sia in linea con la loro identità di genere.

## Nel cinema
- 2000: Plata quemada
- 2009: El cuarto de Leo - La stanza di Leo

## Tabella riepilogativa
| Depenalizzazione dell'omosessualità                                                           | (dal 1934) |
| Uguale età del consenso rispetto agli eterosessuali                                           | (dal 1934) |
| Divieto di discriminazione nel posto di lavoro                                                | (dal 2004) |
| Divieto di discriminazione nella fornitura di beni e servizi                                  | (dal 2004) |
| Leggi anti-discriminazione in tutti gli altri settori (incluse le espressioni d'odio)         | (dal 2003) |
| Unioni civili                                                                                 | (dal 2008) |
| Matrimonio civile per le persone dello stesso sesso                                           | (dal 2013) |
| Step-child adoption                                                                           | (dal 2009) |
| Adozione per le coppie omosessuali                                                            | (dal 2009) |
| Autorizzazione a prestare servizio nelle forze armate                                         | (dal 2009) |
| Diritto di cambiare legalmente sesso                                                          | (dal 2009) |
| Accesso alla fecondazione in vitro per le lesbiche                                            | (dal 2013) |
| Autorizzazione a donare il sangue per gli uomini che hanno rapporti sessuali con altri uomini | (dal 2020) |